# Mistrzostwa Ameryki Północnej, Środkowej i Karaibów w Piłce Siatkowej Mężczyzn 1989
XI Mistrzostwa Ameryki Północnej w piłce siatkowej mężczyzn odbyły w 1989 roku w miejscowości San Juan (Portoryko). W mistrzostwach wystartowało 12 reprezentacji, co było największą liczbą uczestników w porównaniu z poprzednimi turniejami. Złoty medal po raz ósmy w historii i drugi raz z rzędu zdobyła reprezentacja Kuby. W turnieju zadebiutowały reprezentacje Kostaryki i Hondurasu.

## Klasyfikacja końcowa
| Miejsce | Reprezentacja                        |
| ------- | ------------------------------------ |
|         | Kuba                                 |
|         | Kanada                               |
|         | Stany Zjednoczone                    |
| 4.      | Portoryko                            |
| 5.      | Meksyk                               |
| 6.      | Dominikana                           |
| 7.      | Antyle Holenderskie                  |
| 8.      | Kostaryka                            |
| 9.      | Haiti                                |
| 10.     | Honduras                             |
| 11.     | Gwatemala                            |
| 12.     | Wyspy Dziewicze Stanów Zjednoczonych |